# Jordan Adams
Jordan LaVell Adams (ur. 8 lipca 1994 w Atlancie) – amerykański koszykarz, występujący na pozycji rzucającego obrońcy, obecnie zawodnik Venados de Mazatlán.
28 stycznia 2019 dołączył do syryjskiego Al Wahda Damaszek. 6 marca 2019 został zawodnikiem Rio Grande Valley Vipers.
14 kwietnia 2020 zawarł umowę z meksykańskim Venados de Mazatlán.

## Osiągnięcia
Stan na 28 września 2020, na podstawie, o ile nie zaznaczono inaczej.
NCAA
- Uczestnik rozgrywek
  - Sweet 16 turnieju NCAA (2014)
  - turnieju NCAA (2013, 2014)
- Mistrz:
  - turnieju konferencji Pac-12 (2014)
  - sezonu regularnego Pac-12 (2013)
- Zaliczony do I składu:
  - Pac-12 (2014)
  - turnieju:
    - Pac-12 (2013)
    - Las Vegas Invitational (2014)